# ويلي هولتزمان
ويلي هولتزمان (بالإنجليزية: Willy Holtzman)‏ هو كاتب سيناريو أمريكي، ولد في 1 يونيو 1951 في سانت لويس في الولايات المتحدة.